# Таврия (Весёловский район)
Таврия (укр. Таврія) — посёлок,
Таврийский сельский совет,
Весёловский район,
Запорожская область,
Украина.
Код КОАТУУ — 2321286301. Население по переписи 2001 года составляло 698 человек.
Является административным центром Таврийского сельского совета, в который, кроме того, входит село
Весёлое.

## Географическое положение
Посёлок Таврия находится на расстоянии в 2,5 км от села Запорожье и в 5-и км от села Весёлое.
Рядом проходит автомобильная дорога Т-0805.

## Экономика
- Опытное хозяйство «Соцземледелие».

## Объекты социальной сферы
- Школа І—ІІІ ступеней

## Достопримечательности
- «Сударма» — энтомологический заказник местного значения, 6 га, место поселения диких насекомых-опылителей.